# Minador do Negrão
Minador do Negrão là một đô thị ở bang Alagoas, Brasil.
Dân số năm 2004 ước tính là 4.336 người.
] Bản mẫu:Dellete.Webarchive

==delete==
1. ↑  "Estimativas da população para 1º tháng 7 năm 2008" (PDF). Instituto Brasileiro de Geografia e Estatística (IBGE). ngày 29 tháng 8 năm 2008. Truy cập ngày 5 tháng 9 năm 2008.

Bản mẫu:Alagoas-delete